# Альтландсберг
Альтландсберг (нем. Altlandsberg) — город в Германии, в земле Бранденбург. Относится к городской агломерации Берлина, тесно связан с немецкой столицей (нем. Verflechtungsraum).
Входит в состав района Меркиш-Одерланд.  Занимает площадь 106,21 км². Официальный код — 12 0 64 029.
Город подразделяется на 6 городских районов.

## Население

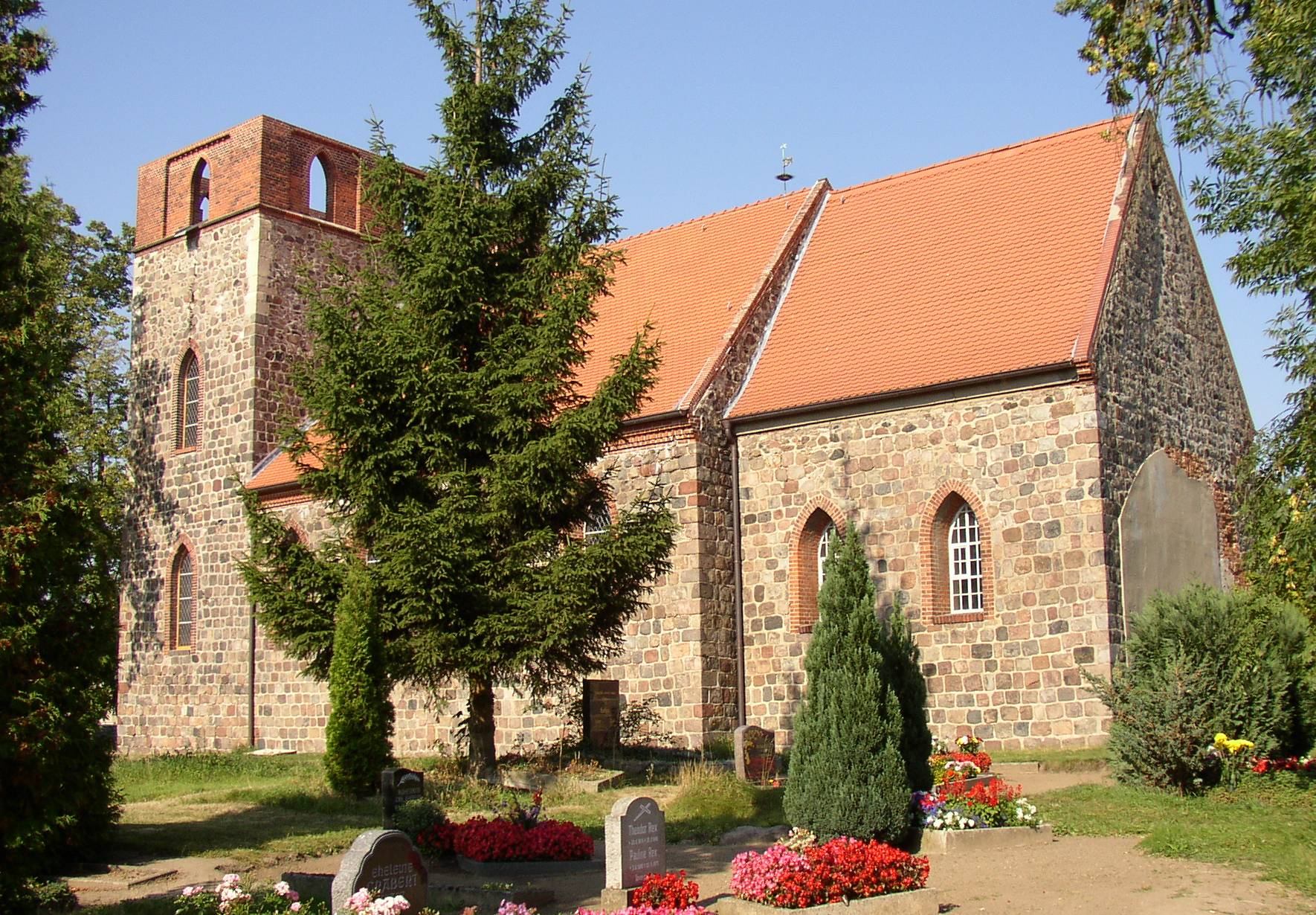
Альтландсберг
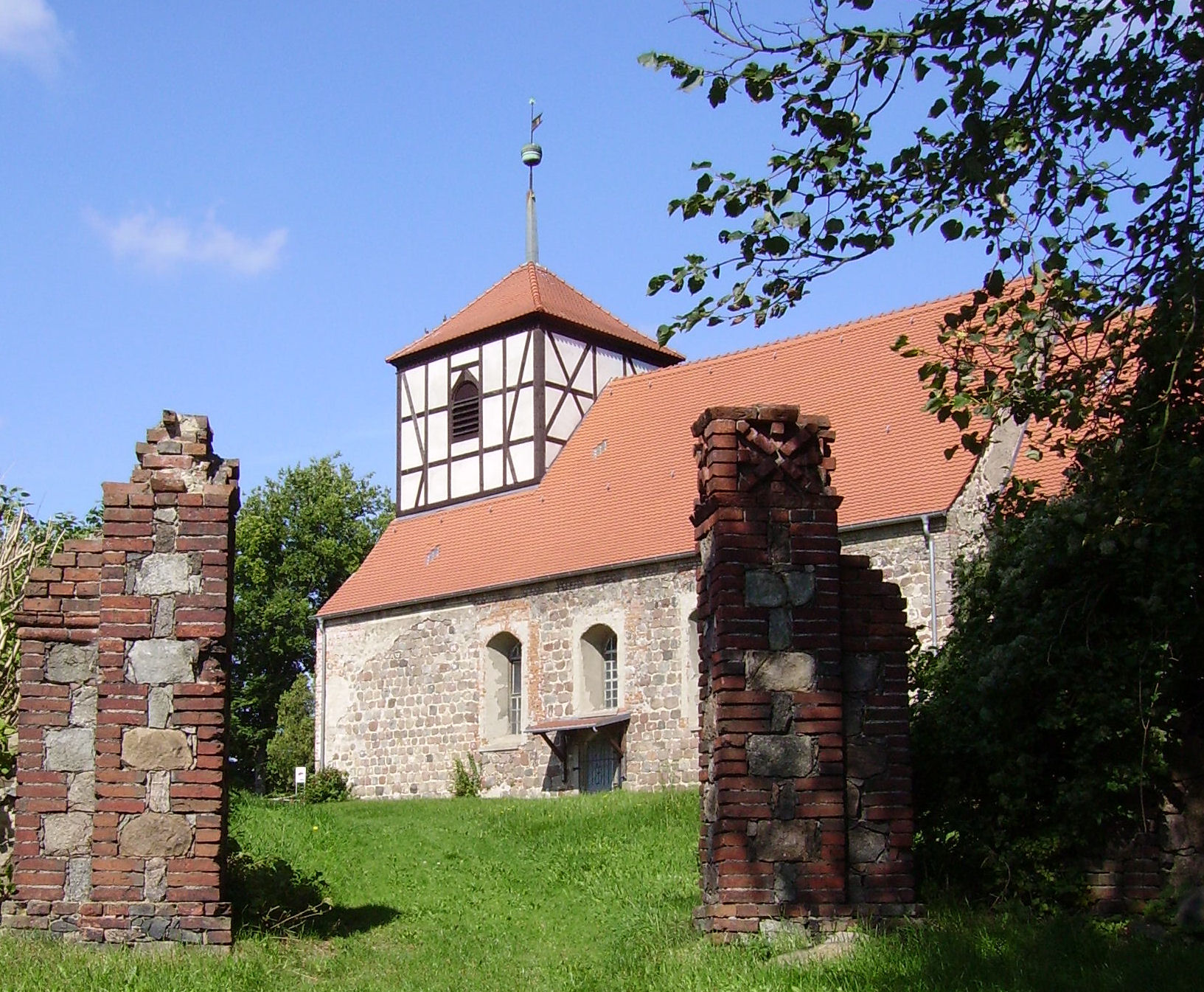
Альтландсберг

| Год  | Население |
| ---- | --------- |
| 1990 | 4 799     |
| 1995 | 5 265     |
| 2000 | 7 903     |
| 2005 | 8 677     |
| 2010 | 8 806     |
| 2015 | 9 158     |
| 2020 | 9 662     |

- Альтландсберг
- Альтландсберг